# 茂林区

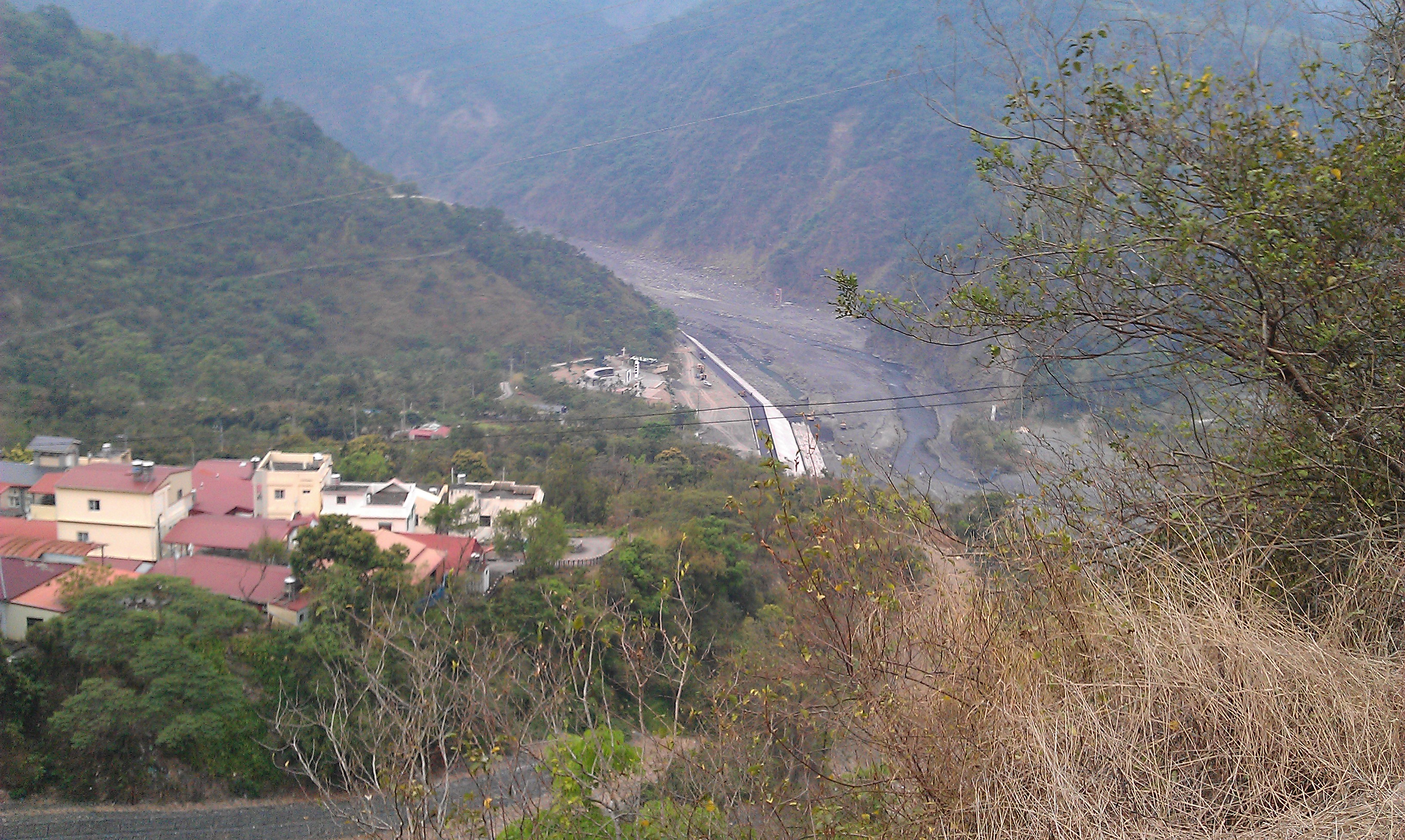
濁口渓と万山里の万山集落

茂林区（マオリン/もりん-く）は、高雄市の市轄区。

## 地理
茂林区は高雄市南東部に位置し、北は桃源区と、西は六亀区、屏東県高樹郷と、東は台東県延平郷と、南は屏東県三地門郷、霧台郷とそれぞれ接し、市内で最も人口が少ない地方行政区画である。中央山脈南麓に位置し、標高は230mから2,700mの山岳地帯となっており、その中を濁口渓が流れている。原住民であるルカイ族が住人の大部分を占めている。

## 歴史
茂林は古くからルカイ族の居住地であった。旧名の「トナ」は漢人の命名による「墩仔」が一般にも通ずるようになったものである。日本統治時代初期、原住民は日本による統治に反発し、警官を殺害するなどの反乱を起こした。警官隊が出動し反乱は鎮圧されたが、この反乱を「屯子の役」と称したため、それ以降台湾語の「墩仔」を音訳した「トナ（多納）」が地名として使用されることとなった。1920年の台湾地方制度改制の際、高雄州旗山郡の蕃地とされた。台湾の中華民国への編入後ははじめ高雄県多納郷とされたが、1957年に高雄県茂林郷と改称、2010年12月25日に高雄県が高雄市に編入されたことに伴って茂林区となり、現在に至る。

## 行政区
| 里                     |
| ---------------------- |
| 茂林里、万山里、多納里 |

## 歴代区長
| 代 | 氏名 | 退任日 |
| -- | ---- | ------ |

## 教育

### 国民中学
- 高雄市立茂林国民中学

### 国民小学
- 高雄市茂林区茂林国民小学
- 高雄市茂林区多納国民小学

## 交通
| 種別 | 路線名称 | その他   |
| ---- | -------- | -------- |
| 省道 | 台27線   | 新発公路 |

## 観光

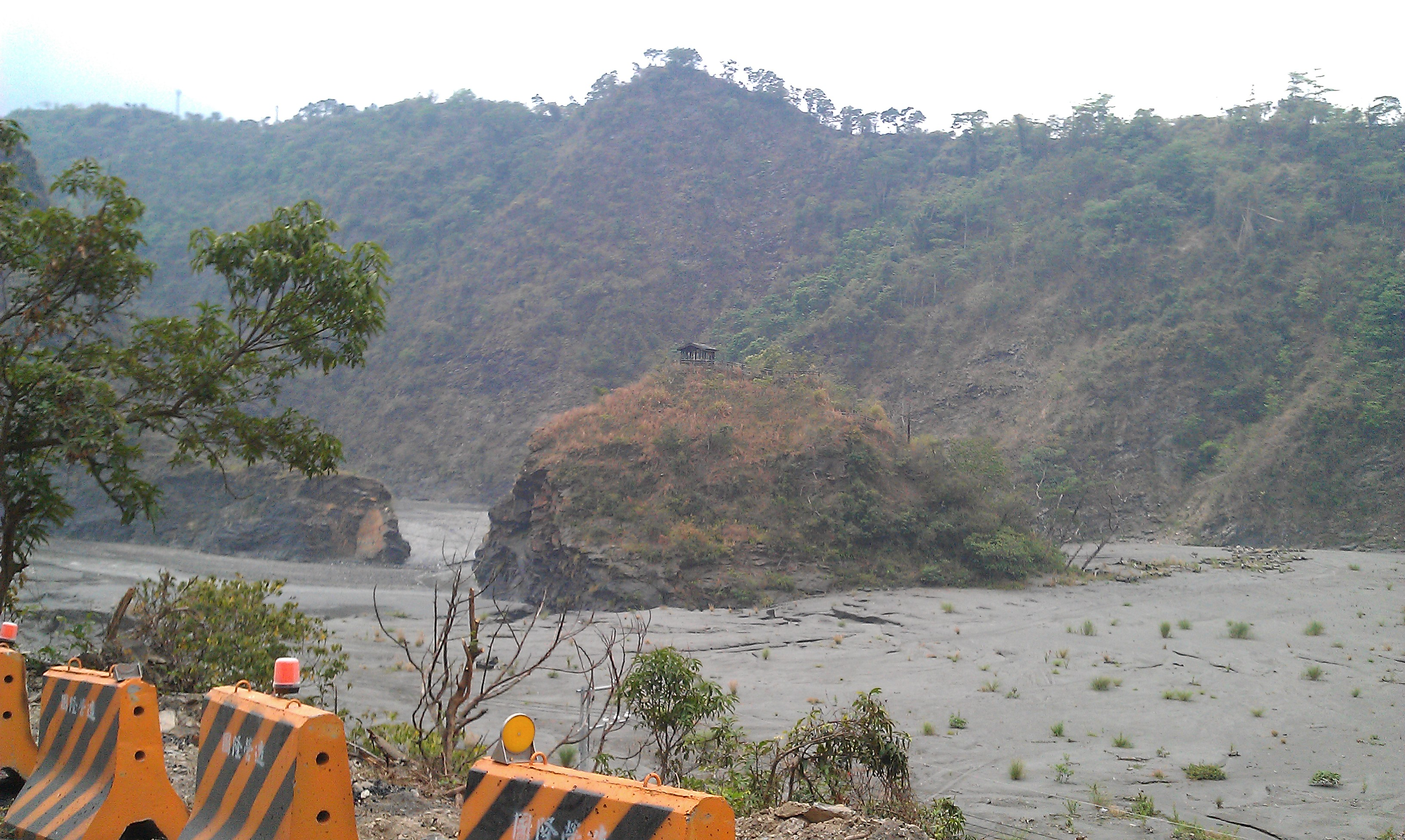
濁口渓中の龍頭山

- 茂林国家風景区
- 旧茂林遺跡
- 茂林谷
- 多納温泉
- 多納石板屋
- 紫蝶幽谷
- 霧瓦娜瀑布群
- 紅塵峡谷
- 龍頭山
- 亀形山
- 出雲山
- 扇平
- 大鬼湖